# 阿图尔·维尔纳

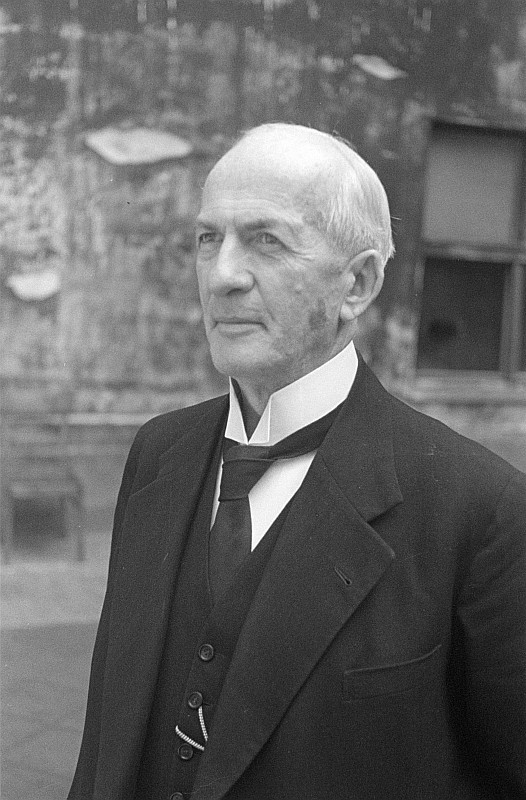
阿图尔·维尔纳

阿图尔·维克多·胡戈·维尔纳（Arthur Victor Hugo Werner，1877年4月15日—1967年7月27日）是柏林在第二次世界大战结束后的第一位市长。
1907年，维尔纳毕业于柏林夏洛滕堡工学院，成为了一位工程师。他后来开办过一所私立技术学院。1945年5月17日驻德苏联军事管理委员会的柏林负责人尼古拉·别尔扎林任命维尔纳为柏林市长：在柏林于1945年7月被分裂为四个区域后，西方盟国也承认了苏方的这次任命。1946年10月20日的选举过后，维尔辞职。